# CZ-99
La CZ-99 è una pistola prodotta dalla Zastava Arms di Kragujevac in Serbia.

## Varianti
- Calibri - 9mm parabellum e .40 S&W
- Varianti Zastava - CZ 999
- Varianti estere - Israele: CZ 99 Compact G model prodotta dalla "KSN Industries" chiamata "Golan"; Sud Africa: CZ 99 chiamata TZ-99 prodotta dalla "Tressitu"